# KV21
KV21, acrònim de l'anglès King's Valley, és una tomba egípcia de l'anomenada Vall dels Reis, situada a la riba oest del riu Nil, a l'altura de la moderna ciutat de Luxor.
Es desconeix qui havia estat l'ocupant de la tomba, tanmateix s'ha suggerit que una de les dues mòmies femenines trobades a KV21 és el cos de Nefertiti. L'anàlisi d'ADN no va donar prou dades per fer una identificació definitiva, però va confirmar que era membre de la línia reial de la XVIII Dinastia. La tomografia computada va revelar que tenia uns 45 anys en el moment de la seva mort; el seu braç esquerre s'havia inclinat sobre el pit en la postura "reina". La possible identificació es basa en la seva associació amb la mòmia identificada provisionalment com Ankhesenamun. Es suggereix que de la mateixa manera que una mare i una filla (Tiye i la dama jove) van ser trobades juntes a KV35, el mateix va passar amb aquestes mòmies. Els lladres van profanar la tomba després del seu descobriment el 1817, trencant les mòmies.